# Bellidas
Bellidas es el despoblado más importante del municipio de Piñuécar, en la actualidad solo queda una casa en perfecto estado, el Caserío de Bellidas.                                                                                 En el siglo XVI, tras una crisis demográfica generalizada, el pueblo de Bellidas pasó a pertenecer a Piñuécar, pero antes de esto contaba con alcalde                                                                                    y oficiales públicos propios. Los feligreses acudían a la Iglesia de Santo Domingo, y cuando esta cayo en  ruina, fueron acogidos por la Parroquia de                                                                             San Simón Apóstol (Piñuécar).
En 1679 ya contaba con 4 vecinos y se aprovechara el boom demográfico para repoblar este
```
pequeño pueblo y que no se arruinase. En estas                                                                                           condiciones se mantendrá al menos un siglo y es en 1848 cuando queda reflejada la modificación de su topónimo pasando de Villida a Bellidas.
```

En 1955 Bellidas aun no se disponía de luz y a pesar de no estar sufriendo pobreza agropecuaria es el momento de la despoblación definitiva. Los últimos habitantes migrarían a otros núcleos como Piñuécar o incluso a Madrid buscando nuevas oportunidades.